# スクラッチ (お笑い)
スクラッチは、かつて松竹芸能で活動していた日本のお笑いコンビ。1996年結成、2000年解散。

## メンバー
- 田中 毅（たなか つよし、1972年6月27日 -  ）、大阪府出身、血液型B型。
- 松岡 達（まつおか とおる、1972年5月5日 - ）、大阪府出身、血液型A型。

## 概要
1996年コンビ結成、同期にはアメリカザリガニ、OverDrive、オーケイなどがおり、松竹芸能内でかつてこの4組で「金バッチ」というユニットを結成していた。
関西では数々の賞を受賞していたコンビだったが2000年に解散。解散後に松岡はピン芸人として活動、現在は有限会社アンクル所属で営業や司会業で活躍中、田中はピン芸人として活動していたが、後に元ラインバックの西井隆詞とお笑いコンビ「ダブルダッチ」を結成（2010年に解散、その後はたなかつよしに改名しピン芸人として活動）。

## 賞歴
- 第19回ABCお笑い新人グランプリ・審査員特別賞　1998年
- 第28回YTV上方お笑い大賞・銀賞受賞　1999年
- 第29回NHK上方漫才コンテスト・最優秀賞　1999年
- 第35回OBC上方漫才大賞・新人奨励賞　2000年

## 主なネタ
- 主に漫才
- デートの練習
- ニッポンの夜明け前
- もしもこんな昔話があったのなら
- デパート

## 主な出演番組
- 爆笑オンエアバトル（NHK総合）戦績1勝2敗 最高457KB、※第1回放送に出演しており、松竹芸能からの初挑戦芸人でもあった。